# Cenário de Vitória
Cenário de Vitória é o trigésimo álbum da cantora brasileira Shirley Carvalhaes, lançado em setembro de 2009 pela gravadora Art Gospel.

## Faixas
1. Cenário de Vitória (Edmar Santana) - 4:19
2. Sopra sobre o Vale (Denner de Souza/Adriano Barreto) - 4:31
3. Filho do Rei (Denner de Souza/Adriano Barreto) - 4:53
4. É Ele (Patrick Resende) - 4:54
5. Fala com Deus (Jorge Binah) - 3:49
6. Feridos na Arena (Denner de Souza/Adriano Barreto) - 4:28
7. De Joelho (Vanilda Bordieri) - 4:07
8. DNA de Campeão (Denner de Souza/Adriano Barreto) - 4:34
9. Simplesmente Invencível (Emanuel de Albertin) - 4:49
10. Nosso Deus é Tremendo (Aguinaldo Rodrigues) - 3:17
11. Grande em Bondade (Alessandro Almeyda) - 3:19
12. A Sós com Deus (Alessandro Almeyda) - 4:10
13. Não é Tempo de Parar (Alessandro Almeyda) - 3:01

## Créditos
- Produção Executiva: Art Gospel
- Produção Musical: Melk Carvalhedo e Rogério Vieira
- Masterização: Turbo Mastering
- Técnico Responsável: Osvaldo Martins
- Fotografia e Arte: Alex Mendes

Nas faixas 1, 4, 5, 7, 8, 9, 10, 11 e 12:
- Orquestração e Arranjos: Melk Carvalhedo
- Bateria: Alexandre Aposan
- Teclados: Rafael Fagundes
- Baixo: Laurente Gomes (Lau)
- Guitarras: Henrique Garcia
- Violões: Melk Carvalhedo
- Acordeon: Agostinho Hipólito
- Back-vocal: Aldo Gouveia, Luciano Dias, Alessandro Almeyda, Dayenne e Cleberson
- Metais: Mauro Boim (trompete), Marcelo Boim (trombone), Amintas (sax tenor), Hilquias Alves (sax alto e flautas) e Quiel Nascimento (arranjos)
- Cordas: Dalton Nunes, Ebenézer, Wlamir Jr., Rafael Pires
- Violinos: Valdecir Merquiore (viola) e Wagner Paparotti (cello)
- Percussão: Zé Leal
- Bandoneon: Marinho
- Gravado no Melk Studios (SP)
- Técnico de Gravação: Jodi Bocci
- Mixagem: Cuba e Melk Carvalhedo

Nas faixas 2, 3 e 6:
- Orquestração e Arranjos: Rogério Vieira
- Bateria: Leo Reis
- Baixo: Marcos Natto
- Pianos, Keys e Virtual Synths: Rogério Vieira
- Loops de Programação: Rogério Vieira
- Guitarras e Violões: Jorge Aguiar
- Back Vocal: Jairo Bonfim, Josy Bonfim, Alessandro Almeyda e Dayenne
- Gravado e Mixado no Supemova Studios (RJ)
- Técnico Responsável: Edinho

Na faixa 13:
- Direção Musical e Teclados: Aldo Gouveia
- Bateria: Moisés Tristão
- Baixo: Ezequias Jabra
- Guitarra: Junior Breda
- Rap: Luciano Dias